# Yauhen Tsurkin
Yauhen Mikalaevich Tsurkin (en biélorusse : Яўген Мікалаевіч Цуркин), né le 9 décembre 1990 à Homiel, est un nageur biélorusse, spécialiste de la nage libre et du papillon.
Il remporte la médaille de bronze lors des championnats d'Europe 2012 à Debrecen, en battant le record national du 50 m papillon en 23 s 37, avant de remporter, à égalité avec Florent Manaudou, la médaille d'or des championnats d'Europe 2014 à Berlin, en 23 s 00.

## Palmarès

### Championnats d'Europe

#### En grand bassin
- Championnats d'Europe 2012 à Debrecen (Hongrie) :
  -  Médaille de bronze du 50 m papillon

- Championnats d'Europe 2014 à Berlin (Allemagne) :
  -  Médaille d'or du 50 m papillon

#### En petit bassin
- Championnats d'Europe 2013 à Herning (Danemark) :
  -  Médaille de bronze du 50 m papillon

- Championnats d'Europe 2015 à Netanya (Israël) :
  -  Médaille d'argent du 50 m papillon
  -  Médaille de bronze au titre du relais 4 × 50 m nage libre